# Paraboloid

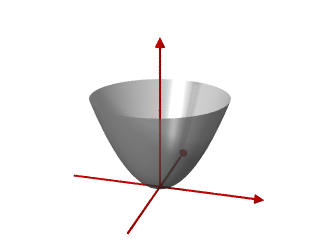
Elliptisches Paraboloid

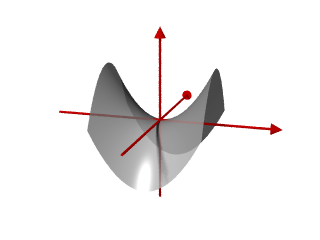
Hyperbolisches Paraboloid

Ein Paraboloid ist eine Fläche zweiter Ordnung (Quadrik) und wird in den einfachsten Fällen durch eine Gleichung beschrieben:
- {\displaystyle P1\colon \ z=x^{2}+y^{2}} für elliptisches Paraboloid
- {\displaystyle P2\colon \ z=x^{2}-y^{2}} für ein hyperbolisches Paraboloid

Elliptische Paraboloide begegnen einem beispielsweise als Oberflächen von Satellitenschüsseln und als Energieentwertungsdiagramme beim Stoß rauer Starrkörper.
Hyperbolische Paraboloide sind Sattelflächen. Sie enthalten Geraden und werden deswegen von Architekten und Bauingenieuren als leicht modellierbare Dachformen (hyperbolische Paraboloidschalen) verwendet.
Anhand der Gleichungen erkennt man, dass beide Flächen viele Parabeln enthalten, was zur Namensgebung beigetragen hat:
{\displaystyle P1} ist eine Rotationsfläche. {\displaystyle P1} entsteht durch Rotation der Parabel in der x-z-Ebene mit der Gleichung {\displaystyle z=x^{2}} um die z-Achse. 
{\displaystyle P2} ist keine Rotationsfläche. Aber auch bei {\displaystyle P2} ist bis auf zwei Ausnahmen jeder Schnitt mit einer Ebene durch die z-Achse eine Parabel. Z. B. ist der Schnitt mit der Ebene {\displaystyle x=0} (y-z-Ebene) die Parabel {\displaystyle z=-y^{2}}. 
Beide Flächen lassen sich als Schiebflächen auffassen und lassen sich durch verschieben einer Parabel entlang einer zweiten Parabel erzeugen.
Allerdings gibt es auch wesentliche Unterschiede:
- {\displaystyle P1} besitzt als Höhenschnitte Kreise (für konstantes {\displaystyle z}). Im allgemeinen Fall sind es Ellipsen (siehe unten), was sich im Namenszusatz widerspiegelt,
- {\displaystyle P2} besitzt als Höhenschnitte Hyperbeln oder Geraden (für {\displaystyle z=0}), was den Zusatz hyperbolisch rechtfertigt.

Ein hyperbolisches Paraboloid ist nicht mit einem Hyperboloid zu verwechseln.

## Eigenschaften

### Elliptisches Paraboloid
Das elliptische Paraboloid ergibt sich durch Rotation des Graphen der Funktion {\displaystyle f(z)={\sqrt {z}}} um die {\displaystyle z}-Achse. Für die Ableitung gilt {\displaystyle f'(z)={\tfrac {1}{2{\sqrt {z}}}}}. Das Volumen und die Oberfläche für ein elliptische Paraboloid mit der Höhe {\displaystyle h} ergeben sich nach den Guldinschen Regeln mithilfe von Integralen.

Rotationsparaboloid mit Parabeln und Höhenkreisen

#### Volumen
{\displaystyle V=\pi \int _{0}^{h}(f(z))^{2}\ \mathrm {d} z=\pi \int _{0}^{h}z\ \mathrm {d} z={\frac {\pi h^{2}}{2}}}

#### Oberfläche
{\displaystyle {\begin{aligned}A&=2\pi \int _{0}^{h}f(z){\sqrt {1+\left(f'(z)\right)^{2}}}\ \mathrm {d} z\\&=2\pi \int _{0}^{h}{\sqrt {z}}{\sqrt {1+\left({\frac {1}{2{\sqrt {z}}}}\right)^{2}}}\ \mathrm {d} z\\&=2\pi \int _{0}^{h}{\frac {1}{2}}{\sqrt {4z+1}}\ \mathrm {d} z\\&=2\pi \left({\frac {1}{12}}(4z+1)^{\frac {3}{2}}{\Big |}_{z=0}^{z=h}\right)\\&={\frac {\pi }{6}}\left((4h+1)^{\frac {3}{2}}-1\right)\end{aligned}}}

#### Tangentialebenen
Die Tangentialebene in einem Flächenpunkt {\displaystyle (x_{0},y_{0},f(x_{0},y_{0}))} an den Graphen einer differenzierbaren Funktion {\displaystyle f} hat die Gleichung
{\displaystyle z=f(x_{0},y_{0})+f_{x}(x_{0},y_{0})(x-x_{0})+f_{y}(x_{0},y_{0})(y-y_{0})}.
Für {\displaystyle f(x,y)=x^{2}+y^{2}} ergibt sich für die Gleichung der Tangentialebene im Punkt {\displaystyle (x_{0},y_{0},x_{0}^{2}+y_{0}^{2})}
{\displaystyle z=2x_{0}x+2y_{0}y-(x_{0}^{2}+y_{0}^{2})}.

#### Ebene Schnitte
Das elliptische Paraboloid {\displaystyle P1} ist eine Rotationsfläche und entsteht durch Rotation der Parabel {\displaystyle z=x^{2}} um die {\displaystyle z}-Achse. Ein ebener Schnitt von {\displaystyle P1} ist:
- eine Parabel, falls die Ebene senkrecht (parallel zur {\displaystyle z}-Achse) ist.
- eine Ellipse oder ein Punkt oder leer, falls die Ebene nicht senkrecht ist. Eine horizontale Ebene schneidet {\displaystyle P1} in einem Kreis.
- ein Punkt, falls die Ebene eine Tangentialebene ist.

#### Affine Bilder

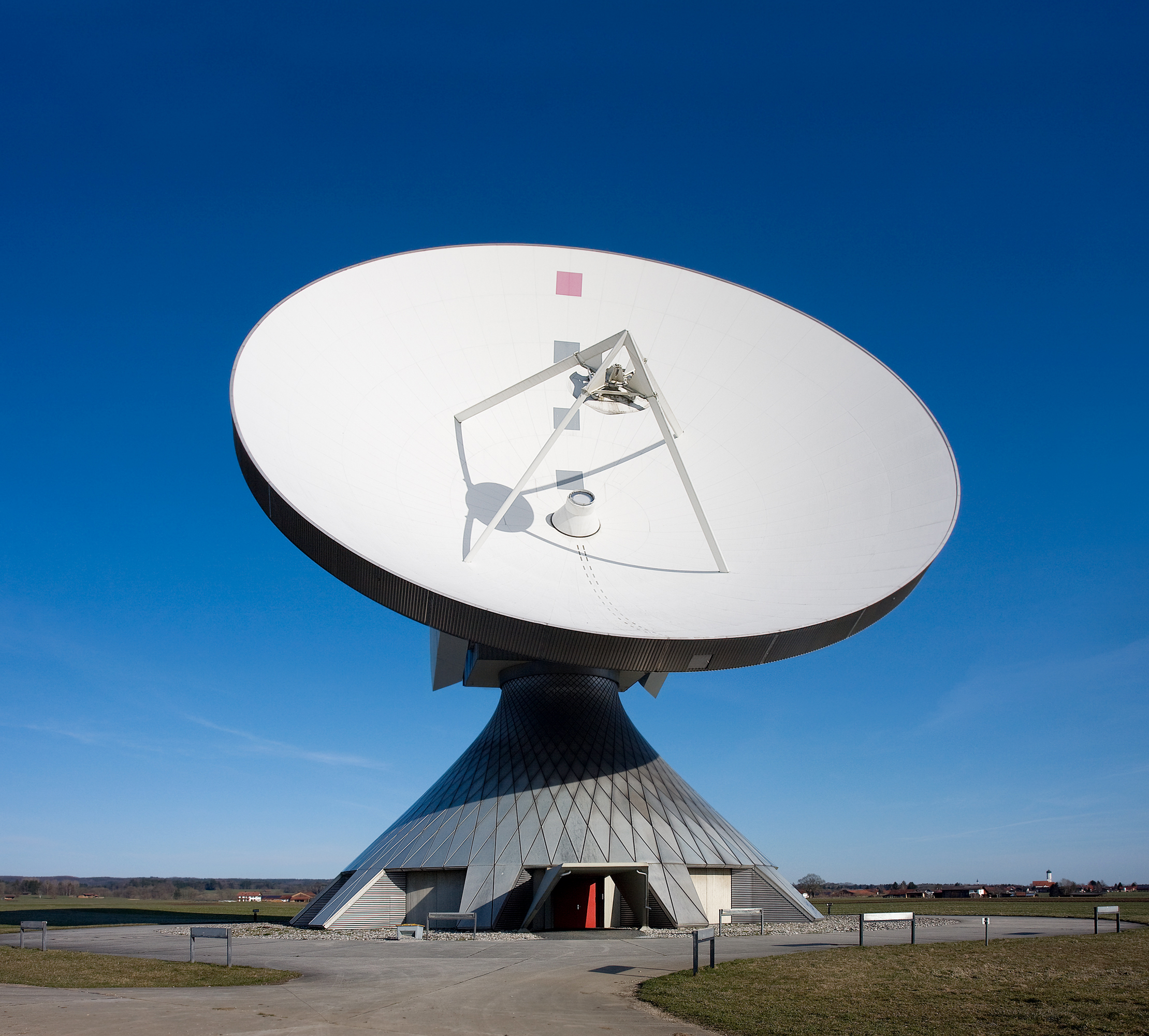
Parabolantennen zur Satellitenkommunikation haben die Form eines elliptischen Paraboloids.

Ein beliebiges elliptisches Paraboloid ist ein affines Bild von {\displaystyle P1}. Die einfachsten affinen Abbildungen sind Skalierungen der Koordinatenachsen. Sie liefern die Paraboloide mit den Gleichungen
{\displaystyle P1_{ab}\colon z={\frac {x^{2}}{a^{2}}}+{\frac {y^{2}}{b^{2}}},\ a,b>0}.
{\displaystyle P1_{ab}} besitzt immer noch die Eigenschaft, dass es von einer senkrechten Ebene in einer Parabel geschnitten wird. Eine horizontale Ebene schneidet allerdings hier in einer Ellipse, falls {\displaystyle a\neq b} gilt. Dass ein beliebiges elliptisches Paraboloid auch immer Kreise enthält, wird in Kreisschnittebene gezeigt.
{\displaystyle P1_{ab}} ist
- symmetrisch zu den {\displaystyle xz}- bzw. {\displaystyle yz}-Koordinatenebenen.
- symmetrisch zur {\displaystyle z}-Achse, d. h. {\displaystyle (x,y,z)\rightarrow (-x,-y,z)} lässt {\displaystyle P1_{ab}} invariant.
- rotationssymmetrisch, falls {\displaystyle a=b} ist.

Bemerkung:

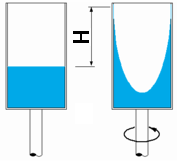
Rotierendes Wasserglas

1. Ein Rotationsparaboloid (d. h. {\displaystyle a=b}) hat als Parabolspiegel große technische Bedeutung, da alle Parabeln mit der Rotationsachse als Achse denselben Brennpunkt besitzen.
2. Wenn man ein mit Wasser gefülltes Glas mit konstanter Drehgeschwindigkeit um seine Symmetrieachse rotieren lässt, dreht sich das Wasser nach einer Weile mit dem Glas mit. Seine Oberfläche bildet dann ein Rotationsparaboloid.
3. Ein elliptisches Paraboloid wird oft kurz Paraboloid genannt.

#### Homogene Koordinaten
Führt man homogene Koordinaten so ein, dass die Fernebene durch die Gleichung {\displaystyle x_{4}=0} beschrieben wird, muss man {\displaystyle x={\tfrac {x_{1}}{x_{4}}},y={\tfrac {x_{2}}{x_{4}}},z={\tfrac {x_{3}}{x_{4}}}} setzen. Nach Beseitigung des Nenners erhält man die homogene Beschreibung von {\displaystyle P_{1}} durch die Gleichung:
{\displaystyle x_{1}^{2}+x_{2}^{2}=x_{3}x_{4}}.
Der Schnitt des Paraboloids mit der Fernebene {\displaystyle x_{4}=0} ist der Punkt {\displaystyle (0:0:1:0)}.
Die Koordinatentransformation {\displaystyle x_{1}=u_{1},\;x_{2}=u_{2},\;x_{3}=u_{3}+u_{4},\;x_{4}=-u_{3}+u_{4}} liefert die Gleichung
{\displaystyle u_{1}^{2}+u_{2}^{2}+u_{3}^{2}=u_{4}^{2}}.
In den neuen Koordinaten schneidet die Ebene {\displaystyle u_{4}=0} das Paraboloid nicht.
Führt man jetzt wieder affine Koordinaten durch {\displaystyle x={\tfrac {u_{1}}{u_{4}}},y={\tfrac {u_{2}}{u_{4}}},z={\tfrac {u_{3}}{u_{4}}}} ein, erhält man die Gleichung der Einheitskugel:
{\displaystyle x^{2}+y^{2}+z^{2}=1\ .}
Dies zeigt: Ein elliptisches Paraboloid ist projektiv äquivalent zu einer Kugel.

### Hyperbolisches Paraboloid

Hyperbolisches Paraboloid mit Parabeln und Geraden als Schnittkurven

Hyperbolisches Paraboloid im kartesischen Koordinatensystem

#### Tangentialebenen
Für {\displaystyle f(x,y)=x^{2}-y^{2}} ist die Gleichung der Tangentialebene (siehe oben) im Punkt {\displaystyle (x_{0},y_{0},x_{0}^{2}-y_{0}^{2})}
{\displaystyle z=2x_{0}x-2y_{0}y-x_{0}^{2}+y_{0}^{2}}.

#### Ebene Schnitte
{\displaystyle P2} ist im Gegensatz zu {\displaystyle P1} keine Rotationsfläche. Aber wie bei {\displaystyle P1} sind bei {\displaystyle P2} auch fast alle senkrechten ebenen Schnitte Parabeln:
Der Schnitt einer Ebene mit {\displaystyle P2} ist
- eine Parabel, falls die Ebene senkrecht (parallel zur {\displaystyle z}-Achse) ist und eine Gleichung {\displaystyle ax+by+c=0,a\neq \pm b} hat.
- eine Gerade, falls die Ebene senkrecht ist und  eine Gleichung {\displaystyle y=\pm x+c} hat.
- ein sich schneidendes Geradenpaar, falls die Ebene eine Tangentialebene ist (siehe Abbildung).
- eine Hyperbel, falls die Ebene nicht senkrecht und keine Tangentialebene ist (siehe Abbildung).

#### Weitere Eigenschaften
1. Die Schnittparabeln mit Ebenen parallel zur {\displaystyle xz}- oder {\displaystyle yz}-Ebene sind alle kongruent zur Normparabel {\displaystyle z=x^{2}}.
2. {\displaystyle P2} ist eine Schiebfläche. {\displaystyle P2} entsteht durch Verschiebung der Parabel {\displaystyle z=x^{2},y=0} mit ihrem Scheitel entlang der Parabel  {\displaystyle z=-y^{2},x=0}.
3. Eine nicht senkrechte Ebene, die eine Gerade enthält, enthält immer auch eine zweite Gerade und ist eine Tangentialebene.
4. Da die Fläche {\displaystyle P2} Geraden enthält, ist sie eine Regelfläche.
5. {\displaystyle P2} ist ein Konoid.
6. Ein hyperbolisches Paraboloid enthält zwar Geraden (ebenso wie Zylinder und Kegel), ist aber nicht abwickelbar, da die Gaußsche Krümmung in jedem Punkt ungleich 0 ist. Die Gaußsche Krümmung ist überall kleiner als 0. Bei einer Kugel ist die Gaußsche Krümmung überall größer als 0. Damit ist ein hyperbolisches Paraboloid eine Sattelfläche.
7. Durch eine Drehung des Koordinatensystems um die {\displaystyle z}-Achse um 45 Grad geht die Gleichung {\displaystyle z=x^{2}-y^{2}} in  die einfachere Gleichung {\displaystyle z=2xy} über.

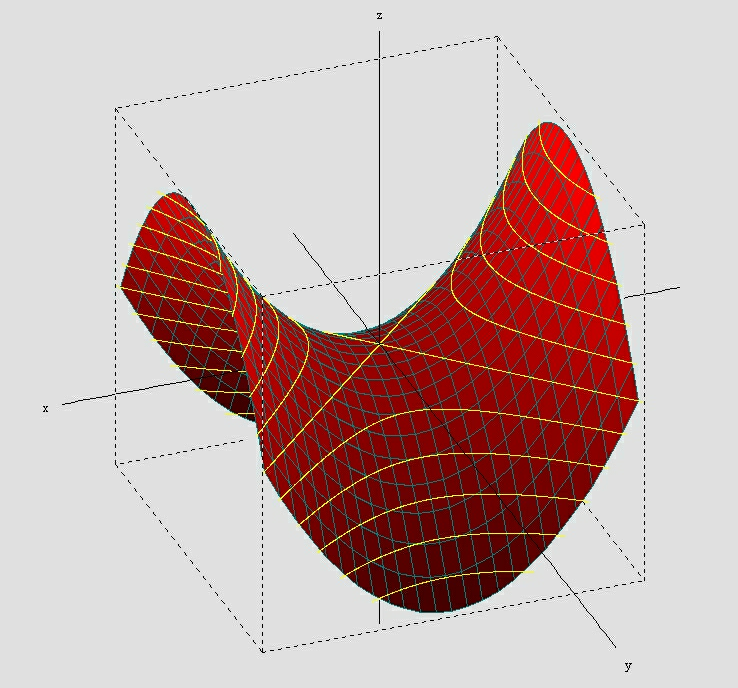
Hyperbolisches Paraboloid mit Hyperbeln als Höhenschnitte

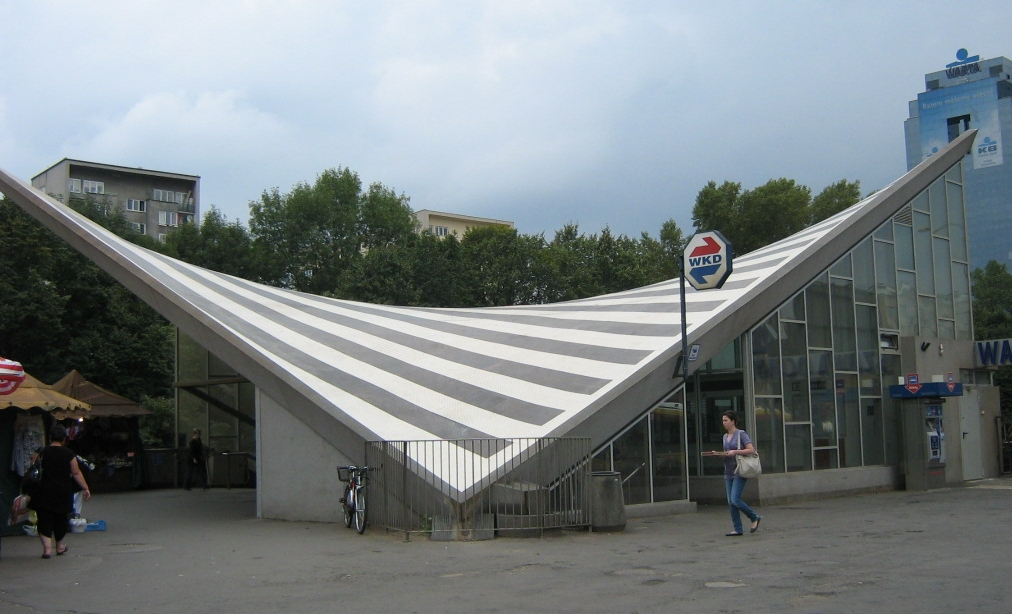
Bahnhof von Warszawa Ochota, Beispiel eines hyperbolischen Paraboloids als Dach

#### Affine Bilder
Ein beliebiges hyperbolisches Paraboloid ist ein affines Bild von {\displaystyle P2}. Die einfachsten affinen Abbildungen sind Skalierungen der Koordinatenachsen. Sie liefern die hyperbolischen Paraboloide mit den Gleichungen
{\displaystyle P2_{ab}:\ z={\frac {x^{2}}{a^{2}}}-{\frac {y^{2}}{b^{2}}},\ a,b>0}.
{\displaystyle P2_{ab}} ist
- symmetrisch zu den {\displaystyle xz}- bzw. {\displaystyle yz}-Koordinatenebenen.
- symmetrisch zur {\displaystyle z}-Achse, d. h. {\displaystyle (x,y,z)\rightarrow (-x,-y,z)} lässt {\displaystyle P2_{ab}} invariant.

Bemerkung:
Hyperbolische Paraboloide werden von Architekten zur Konstruktion von Dächern verwendet (siehe Abbildung), da sie leicht mit Geraden (Balken) modelliert werden können.

#### Interpolationsfläche von 4 Punkten

Hyperbolisches Paraboloid als Interpolationsfläche von 4 Punkten

Ein hyperbolisches Paraboloid lässt sich auch als bilineare Interpolationsfläche von vier nicht in einer Ebene liegenden Punkten {\displaystyle \ \mathbf {a} _{1},\;\mathbf {a} _{2},\;\mathbf {b} _{1},\;\mathbf {b} _{2}\ } auffassen:
- {\displaystyle {\mathbf {x} }(u,v)={\begin{pmatrix}1-u&u\end{pmatrix}}{\begin{pmatrix}{\bf {a_{1}}}&{\bf {b_{1}}}\\{\bf {a_{2}}}&{\bf {b_{2}}}\end{pmatrix}}{\begin{pmatrix}1-v\\v\end{pmatrix}}\ }

{\displaystyle =(1-v){\big (}(1-u)\mathbf {a} _{1}+u\mathbf {a} _{2}{\big )}\ +\ v{\big (}(1-u)\mathbf {b} _{1}+u\mathbf {b} _{2}{\big )}\ }.
Das Netz der Parameterlinien besteht aus Geraden.
Für das in der Abbildung dargestellte Beispiel ist {\displaystyle \ \mathbf {a} _{1}=(0,0,0)^{T},\;\mathbf {a} _{2}=(1,0,0)^{T},\;\mathbf {b} _{1}=(0,1,0)^{T},\;\mathbf {b} _{2}=(1,1,1)^{T}\ }. Das dadurch beschriebene hyperbolische Paraboloid hat die Gleichung {\displaystyle z=xy}.
Siehe hierzu auch die Darstellung in baryzentrischen Koordinaten.

#### Homogene Koordinaten
Führt man wie bei {\displaystyle P_{1}} homogene Koordinaten  ein, erhält man die Beschreibung des hyperbolischen Paraboloids {\displaystyle P_{2}} durch die Gleichung:
{\displaystyle x_{1}^{2}-x_{2}^{2}=x_{3}x_{4}}.
Der Schnitt des Paraboloids mit der Fernebene {\displaystyle x_{4}=0} besteht aus den beiden Geraden {\displaystyle g_{1}:x_{1}+x_{2}=0,x_{4}=0,\;g_{2}:x_{1}-x_{2}=0,x_{4}=0\;}, die sich in dem Punkt {\displaystyle (0:0:1:0)} schneiden.
Die Koordinatentransformation {\displaystyle x_{1}=u_{1},\;x_{2}=u_{3},\;x_{3}=u_{2}+u_{4},\;x_{4}=-u_{2}+u_{4}} liefert die Gleichung
{\displaystyle u_{1}^{2}+u_{2}^{2}-u_{3}^{2}=u_{4}^{2}}.
Die Fernebene {\displaystyle u_{4}=0} schneidet das Paraboloid in einem Kreis.
Geht man wieder zu affinen Koordinaten über, erhält man die Gleichung
{\displaystyle x^{2}+y^{2}-z^{2}=1}
eines einschaligen Hyperboloids.
Das hyperbolische Paraboloid ist also projektiv äquivalent zu einem einschaligen Hyperboloid.

## Grenzfläche zwischen Scharen von elliptischen und hyperbolischen Paraboloiden

Elliptisches Paraboloid, parabolischer Zylinder (Grenzfläche), hyperbolisches Paraboloid

Lässt man in den Gleichungen
{\displaystyle z=x^{2}+{\frac {y^{2}}{b^{2}}}} (Schar von elliptischen Paraboloiden)
und
{\displaystyle z=x^{2}-{\frac {y^{2}}{b^{2}}}} (Schar von hyperbolischen Paraboloiden)
den Parameter {\displaystyle b} gegen {\displaystyle \infty } laufen, so erhält man die Gleichung der gemeinsamen Grenzfläche
{\displaystyle z=x^{2}}.
Dies ist die Gleichung eines parabolischen Zylinders mit einer Parabel als Querschnitt (siehe Abbildung).

## Anwendungen
Beispiele aus dem täglichen Leben sind Reflektoren von Scheinwerfern, Parabolantennen und Parabolspiegel in der Astronomie.

Wenn man eine Flüssigkeit gleichmäßig um eine senkrechte Achse dreht, überlagern sich Schwerkraft und Fliehkraft, und die Flüssigkeitsoberfläche nimmt die Form eines Rotationsparaboloids an. So funktioniert das Quecksilber-Teleskop. Auf diese Weise kann man auch Parabolspiegel für Spiegelteleskope gießen, um danach nicht so viel Material abschleifen zu müssen, da die beim Guss erhaltene Oberfläche bereits ein Rotationsparaboloid darstellt.

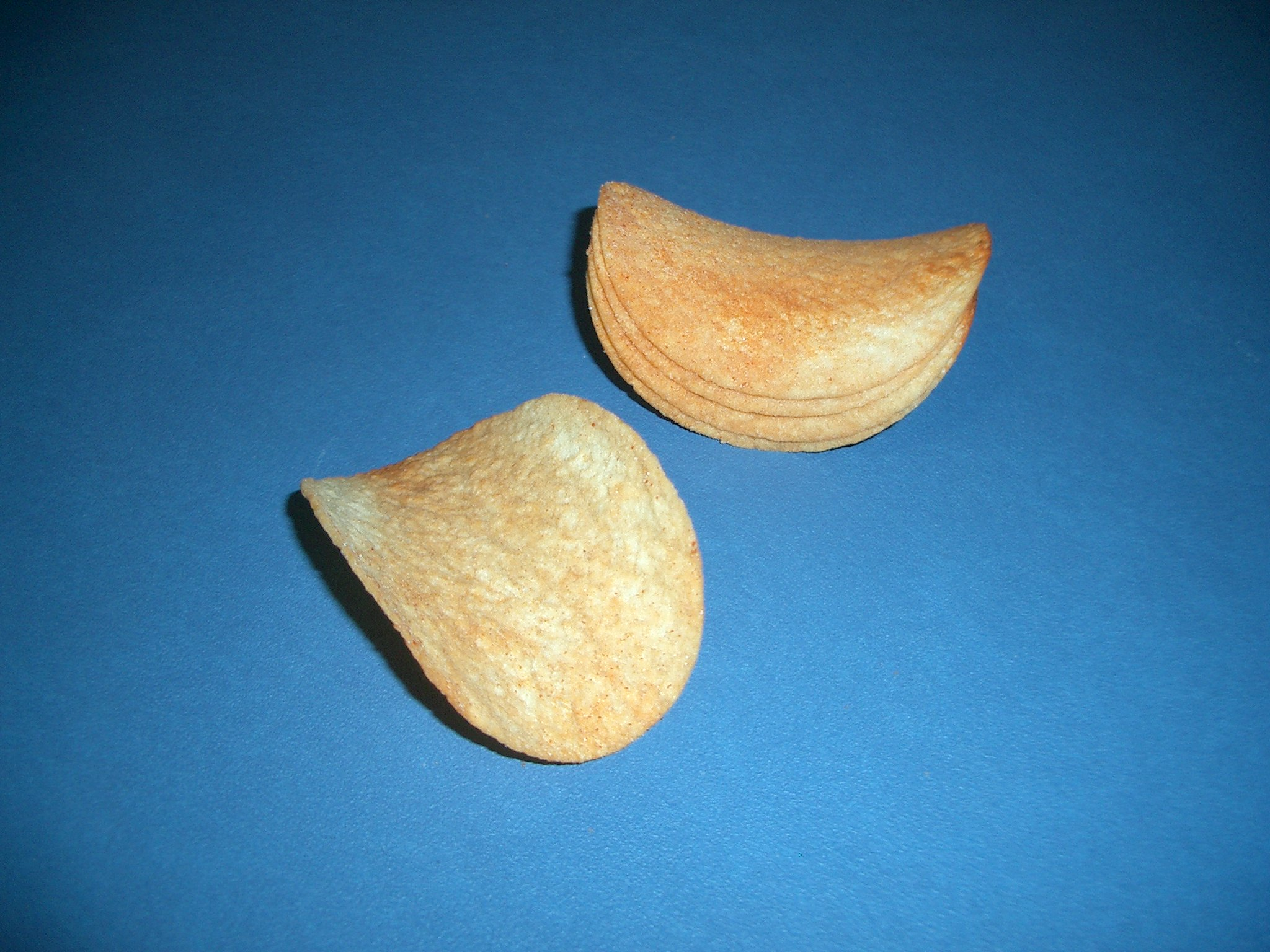
Stapelchips ähneln in ihrer Form einem hyperbolischen Paraboloid, um die Stabilität zu erhöhen.